# Attentat de la rue de Thèbes
L'attentat de la rue de Thèbes est une attaque de l'Organisation de la résistance de l'Algérie française (ORAF) à la bombe perpétrée rue de Thèbes dans la casbah d'Alger le 10 août 1956. Le bilan définitif fait état de 80 morts et 14 blessés.

## Déroulement
Dans la nuit du 9 au 10 août, deux membres de l’ORAF, René Kovacs et Michel Fechoz posent une bombe de forte puissance rue de Thèbes dans la Casbah d'Alger, au 3, rue de Thèbes. Cette bombe fut préparée par l’activiste, ancien des services secrets français, Philippe Castille. Ce dernier, expert en explosifs, avait été formé, au 11e régiment parachutiste de choc, une antenne du SDECE.  
Le 10 août 1956 à 23 h 50, la bombe explose faisant 80 morts et plus de 14 blessés, parmi lesquels de nombreux enfants.
L'attentat est revendiqué par la diffusion d'un tract sous la signature du « Comité des quarante », « pour chaque Européen tué, un pâté de maisons de la Casbah sauterait ».